# Консульское право
Консульское право — совокупность принципов и норм (как внутреннего законодательства государства, так и международного права), регулирующих деятельность консулов. Каждое государство определяет объём функций своих консульских представителей с учётом законодательства страны пребывания.